# Mare de Déu del Castell de Rivert

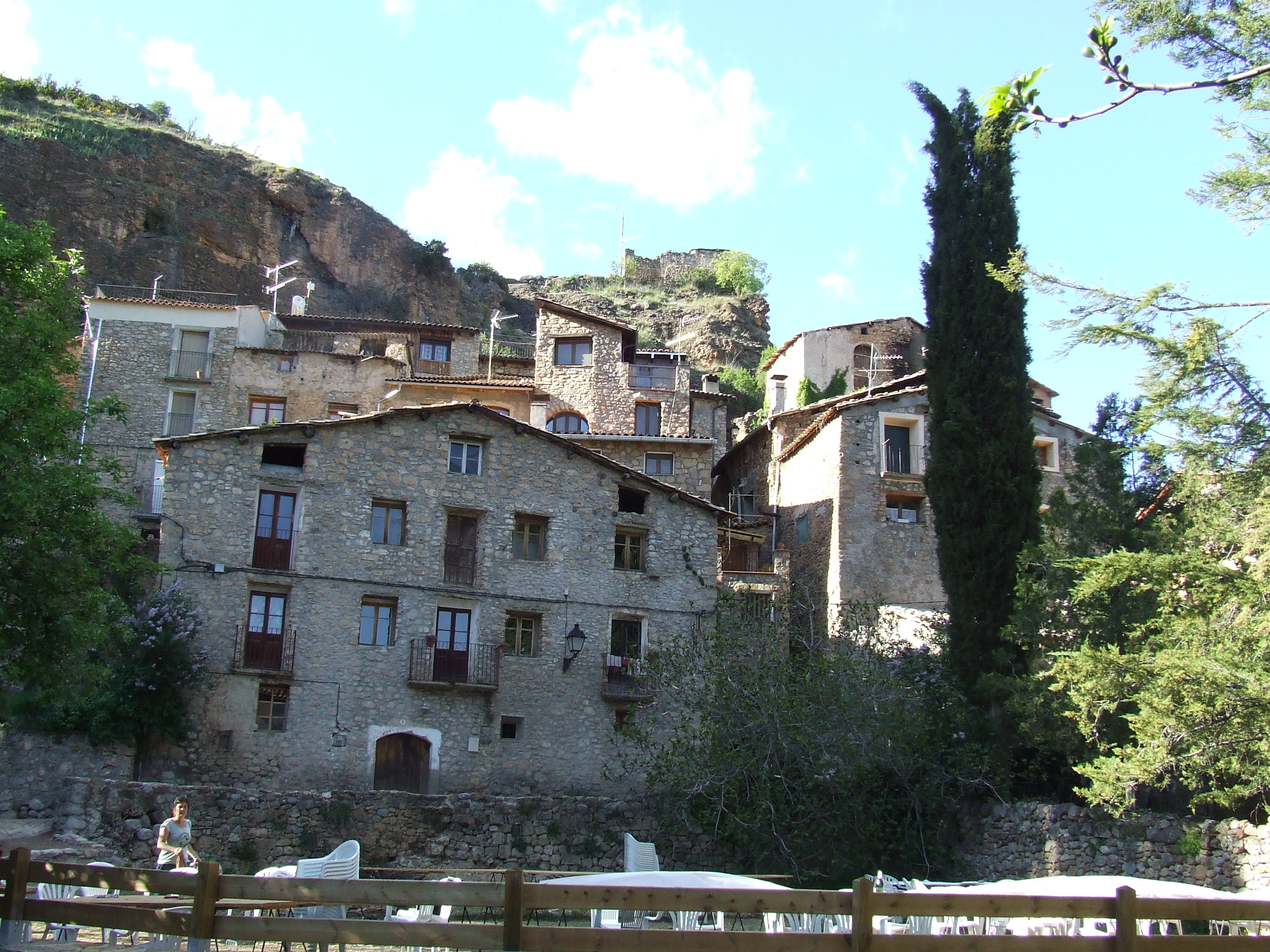
Vista general del poble, amb la Mare de Déu del Castell al capdamunt del serrat

La Mare de Déu del Castell de Rivert és una ermita romànica, antiga capella del castell, del poble de Rivert, pertanyent al municipi de Conca de Dalt, al Pallars Jussà. Fins al 1969 formava part del terme municipal de Toralla i Serradell.
Aquesta església és dalt del turó que domina el poble pel nord.
És un edifici petit, molt transformat al llarg de la història. D'una sola nau amb absis a llevant, s'hi conserven restes de construccions que podien haver estat d'un porxo o bé de la mateixa nau, més llarg que no pas es conserva actualment.
La nau és coberta amb volta de canó. La porta d'accés s'obre a ponent, i és possiblement més tardana. L'aparell del temple és d'entre el segle xi i el xii, irregular, típic de les construccions de caràcter rural i popular.